# Amtsgericht Heinsberg
Het Amtsgericht Heinsberg is een arrondissementsrechtbank gevestigd  in Heinsberg. Het arrondissement omvat de steden Heinsberg en Wassenberg en de gemeenten Selfkant en Waldfeucht. In de 207 vierkante kilometer jurisdictie leven rond 78.000 mensen.

## Volgende instantie
Tegen een uitspraak van het Amtsgericht Heinsberg is hoger beroep mogelijk bij het Landgericht Aachen. Hoger beroep met betrekking tot familiezaken is mogelijk bij het Oberlandesgericht Köln.